# Tetrakwark
Tetrakwark – cząstka elementarna, hadron egzotyczny złożony z dwóch kwarków i dwóch antykwarków. Kwarki występują przeważnie trójkami (trzy kwarki lub trzy antykwarki) lub parami (jeden kwark i jeden antykwark), hadrony złożone z większej ich liczby są trudne do uzyskania i charakteryzują się bardzo krótkimi czasami życia.

## Historia
Jeszcze w 1964 roku Murray Gell-Mann wskazywał, że teoretycznie możliwe jest istnienie hadronów, które mają więcej niż trzy kwarki walencyjne. W 1976 roku Robert Jaffe zaproponował ilościowy model cząstki złożonej z dwóch kwarków i dwóch antykwarków. Takie cząstki mają liczbę barionową równą zero, są zatem egzotycznymi mezonami. Przez lata próbowano wyjaśnić własności (w szczególności rozpady) kilku wykrytych mezonów takim składem, jednak dopiero w 2003 roku pojawił się pierwszy mocny kandydat, cząstka X(3872) wykryta w eksperymencie Belle w Japonii, o znacznie większej masie, niż wcześniej zakładano.

## Badania
Cząstka Z(4430)− została zarejestrowana po raz pierwszy w 2007 roku, także w eksperymencie Belle. Wstępne analizy wyników spotkały się ze sceptycyzmem, a nawet krytyką ze strony części środowiska naukowego. W kilka lat później eksperyment BaBar, zlokalizowany w Stanford Linear Accelerator Center, przyniósł więcej danych, jednak ani nie potwierdzając, ani nie zaprzeczając wynikom Belle Collaboration. Ostateczny dowód istnienia tej cząstki przyniosły analizy dziesiątków tysięcy rozpadów mezonów w eksperymencie LHCb w laboratorium CERN, dokonane przez zespół prof. Tomasza Skwarnickiego.
Zc(3900), o której istnieniu doniesiono w 2013 roku, jest prawdopodobnie inną cząstką tego rodzaju.
Cząstka Y(4140) odkryta w Fermilabie w 2009 jest inną cząstką, który może należeć do tej klasy.
W 2015 roku została wytworzona pierwsza znana cząstka, której kwarki składowe mają cztery różne zapachy: X(5568). Jej postulowany skład kwarkowy to: {\displaystyle u{\overline {d}}b{\overline {s}}}. Podobnie jak w przypadku innych kandydatów, nie ma pewności, jaka jest struktura cząstki X(5568). Może to być silnie związany układ czterech kwarków, ale też molekuła mezonowa, tworzona przez dwie silnie związane pary kwark-antykwark (czyli mezony).
W 2020 roku poinformowano, że eksperyment LHCb zaobserwował cząstkę X(6900) o składzie kwarkowym {\displaystyle c{\overline {c}}c{\overline {c}}.} Także w tym przypadku nie ma pewności co do natury cząstki.